# إيلياس باشيتش
إيلياس باشيتش (مواليد 10 مايو 1934) هو لاعب كرة قدم. يلعب مع منتخب يوغوسلافيا لكرة القدم. سبق له أن لعب في كأس العالم لكرة القدم مع منتخب بلاده.

## مسيرته الكروية
لعب إيلياس باشيتش خلال مسيرته الاحترافية مع ناديين في أحد عشر موسمًا وسجل خلالها 86 هدفًا ضمن 175 مباراة. حيث فاز في موسمين بالكأس ولم يفز بأي دوري.
خاض إيلياس باشيتش مسيرته مع نادي جيلييزنيتشار ساراييفو في موسم 1952–53 ليلعب معه ستة مواسم، مشاركًا في 139 مباراة سجل خلالها 82 هدفًا. ثم انتقل إلى نادي دينامو زغرب في موسم 1958–59 ليلعب معه خمسة مواسم، حيث شارك في 36 مباراة سجل خلالها 4 أهداف.

## روابط خارجية
- إيلياس باشيتش على موقع الاتحاد الدولي (مؤرشف)  (الإنجليزية)
- إيلياس باشيتش على موقع قاعدة بيانات كرة القدم.إي يو (الإنجليزية)
- إيلياس باشيتش على موقع ناشيونال فوتبول تيمز (الإنجليزية)
- إيلياس باشيتش على موقع Soccerway.com (الإنجليزية)
- إيلياس باشيتش على موقع عالم كرة القدم.نت (الإنجليزية)